# Tsetang
Tsetang (tibetanščina: རྩེད་ཐང, Wylie: rtsed thang, THL: tsé tang) ali Zedang (kitajsko: 泽当镇; pinjin: Zé dāng zhèn), je četrto največje mesto na Tibetu in je v dolini reke Yarlung Tsangpo, 183 km jugovzhodno od Lase v okrožju Nedong prefekture Šanan v pokrajini Tibet na Kitajskem. Je glavno mesto prefekture Šanan.
Tsetang je že od antike glavno mesto regije Yarlung in je bil sedež starodavnih tibetanskih cesarjev ter kot tak kraj velikega pomena. V 19. stoletju naj bi imel približno 1000 hiš, bazar, gompo in utrdbo.
Kot glavno mesto Šanana je drugo največje naselje v zgodovinski regiji Ü-Tsang. Leži na nadmorski višini 3100 m in ima približno 52.000 prebivalcev. Je le približno 4 km severovzhodno od mesta Nedong in zdaj sta se v bistvu združila v eno mesto.
Tsetang je blizu pobočja gore Gongbori (3400 m), kjer so številne starodavne ruševine (kot so ruševine samostana Gadžju). Znan je kot zibelka tibetanske civilizacije. Samostan Samje, prvi tibetanski samostan, je le 30 km od Tsetanga in ga je leta 779 ustanovil kralj Trisong Detsen.
Samostan Tsetang iz 14. stoletja, Ganden Čökhorling, je bil prvotno Kagjupa, vendar so ga v 18. stoletju prevzeli Gelugpe. Med kulturno revolucijo v 1960-ih je bil uničen, vendar je bil od takrat obnovljen. Ngamčö je prav tako samostan Gelugpa in vsebuje posteljo in prestol dalajlame ter kapelo, posvečeno medicini. Samostana Samten Ling in Drebuling ljudstva Sakje sta leta 1959 še vedno obstajala, vendar sta bila od takrat uničena in večinoma pozidana. Vendar pa je v ruševinah Samten Linga rekonstruiran samostan Gelugpa Sang-ngag Zimče s kipom Čhenresiga (Avalokitešvara) s 1000 rokami, za katerega pravijo, da ga je izdelal cesar Songcen Gampo (605 ali 617? - 649 n. št.).
Mesto naj bi segalo v leto 1351, ko je bila ustanovljena Tsetang Gompa, ki je postala pomembno središče učenja.
Ena od treh jam v gorskem pobočju vzhodno od mesta naj bi bila rojstni kraj Tibetanskega ljudstva, ki je nastalo s parjenjem opice in čudovitega kanibala ogr (legendarna pošast, upodobljena kot veliko, gnusno, človeku podobno bitje, ki je navadne ljudi, zlasti dojenčke in otroke).
Približno 5 km južno od Tsetanga je samostan Čangdžug, ustanovljen v času vladavine Songcen Gampa, približno 10 km dlje pa je Jumbulagang, ki je bil po legendi zgrajen kot palača za prvega kralja Njatrija Tsenpa in je bila prva stavba v Tibetu.
V Tsetangu je več hotelov in penzion.

## Podnebje
Tsetang ima subtropsko višavsko podnebje (Köppnova podnebna klasifikacija Cwb/BSk). Povprečna letna temperatura v Haidianu je 9,2 Cº. Povprečna letna količina padavin je 384,7 mm, julij pa je najbolj moker mesec. Temperature so v povprečju najvišje junija, okoli 16,5 °C (61,7 °F), in najnižje januarja, okoli 0,4 °C (32,7 °F).